# 2SZ4

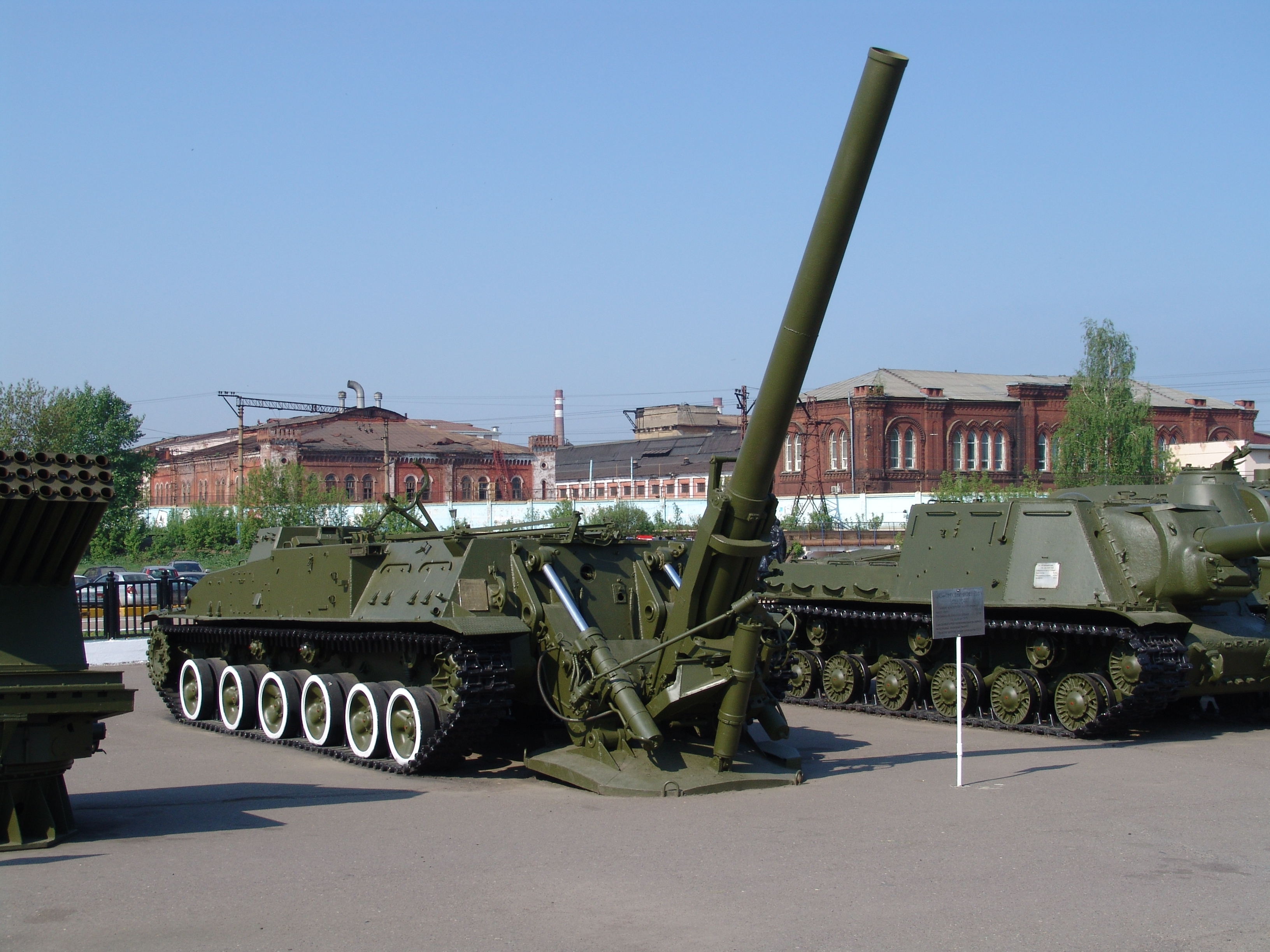
2SZ4 a tüzelési helyzetben lévő aknavetővel

A 2SZ4 Tyulpan (orosz betűkkel: 2С4 Тюльпан, magyarul tulipán) szovjet gyártmányú 240 mm-es önjáró aknavető. Sorozatgyártása 1972-ben kezdődött az Uraltranszmas vállalatnál. 1975-ben rendszeresítették a Szovjet Hadseregben. A 2SZ4 napjaink legnagyobb kaliberű aknavető rendszere. Az Orosz Fegyveres Erőknél kis mennyiségben még szolgálatban áll.

## Története
A második világháborút követően a Szovjetunió két típusú nehéz gyalogsági aknavetőt fejlesztett ki 160 és 240 mm-es űrméretben, melyek hagyományos, ámbár hátultöltős kivitelűek voltak. Nagy méretük, súlyuk és nehéz lövedékeik miatt (kifejezetten az M−240) ezek az aknavetők nem funkcionálhattak a harcmezőn gyalogsági fegyverként, mivel nem voltak egyszerűen üzemeltethetőek, gyorsan bevethetőek vagy mozgékonyak. A mozgékonyság kérdésének megoldására a katonai vezetők felvetették ezen fegyverek önjáró lánctalpas alvázra történő felhelyezését, amelyekre az aknavetőt a páncéltesten kívülre szerelnék fel, nem pedig zárt felépítménybe vagy toronyba. Tüzeléshez az aknavetőt a jármű hátuljánál leeresztik a földre, amely nagy méretű visszarúgást elnyelő talplemezen nyugszik a talajon. Ez a kialakítás leegyszerűsítette a fegyver tervezetét, illetve az alapjármű méretét és súlyát. A tervezők eredetileg a 2SZ1 Gvozgyika önjáró tarack alvázát kívánták felhasználni az azonban nem bizonyult elég robusztusnak a jelentős visszarúgás elviselésére. 
A munkálatok megkezdésére 1967. július 4-én írták alá hivatalosan a szerződést, viszont azokat már 1966-ban elkezdték az OKB–3 kísérleti tervezőirodánál Georgij Jefimov vezetésével. Az új jármű fejlesztését a permi gépgyártó üzem SZKB tervezőirodáján mérnökei végezték és a 240 mm-es M−240 nehéz aknavetőt használták alapul. A fegyver története messzire nyúlik vissza, egészen 1944-ig, amikor az első példányokat gyártották, de hivatalosan csak 1950-ben rendszeresítették, miután kijavították a tervezési hibáit. Az M−240 sorozatgyártása 1958-ban kezdődött, gyártása kis mennyiségen folyt, mindössze körülbelül 300 darab került le a gyártósorról. A fegyver tömege 4150 kg volt, töltését hátulról végezték, miután a csövet vízszintes helyzetbe emelték, majd a lövedéket egy egyszerű závárzaton keresztül betöltötték. Az aknavetőt 11 fő kezelte, tüzeléskésszé tétele 25 percig tartott, tűzgyorsasága pedig nagyjából percenként egy lövés volt. Önjáró kivitelben a lövegcső és a závárzat változatlan maradt, de a talplemezt nagy mértékben módosították, illetve az aknavető egy újfajta célzórendszert használt, amivel a csövet a legnagyobb függőleges helyzetben vízszintesen 41°, legkisebb függőleges helyzetben pedig 10°-ban lehetett mozgatni. Függőlegesen 50° és 80° közötti szögtartományban lehetett a fegyvert célozni. A fegyvercső hossza 5 méter, súlya závárzattal együtt 1100 kg, a 2SZ4 teljes fegyverzetének súlya pedig 3300 kg. A fejlesztés alatt a fegyverrendszer jelölése az LP−40 volt.
Az első három járművet 1969 közepét fejezték be, majd azonnal megkezdték a gyári teszteket, amikkel októberben végeztek. A szovjet hadseregben hivatalosan két évvel később rendszeresítették, Sorozatgyártását 1974-ben kezdték meg. 
A NATO először 1975-ben azonosította a Szovjet Hadseregben, így az M–1975 kódnévvel látták el (a 2SZ7 Pion ugyancsak az M–1975 megjelölést kapta), a hivatalos megjelölése pedig az SZM–240(2SZ4) volt.
Harctéri alkalmazására az afganisztáni és csecsenföldi konfliktusok során került sor. Mindkét konfliktusban a Szmelcsak (fenegyerek) lézervezérlésű lövedék gyorsan, precízen és mindössze néhány lövedék felhasználásával képes volt elpusztítani a célpontokat. A hatalmas tűzerő kompenzálja a Tyulpan alacsony tűzgyorsaságát. Egyes jelentések alapján az aknavetőrendszert bevetette a szír hadsereg a 2012-es homszi offenzíva során. Más jelentések szerint viszont a vontatott M−240 aknavető került bevetésre. 2015. július 4-én EBESZ megfigyelők, akik a fegyvermozgásokat követik nyomon az ukrajnai konfliktus során pilóta nélküli repülőgépekkel (UAV), 2SZ4 aknavetőket azonosítottak a Donyecki Népköztársaság által felügyelt területen.

## Jellemzői
Az önjáró alváz az 1950-es évek elején kis darabszámban gyártott SZU–100P önjáró löveg alvázának módosított változata. A jármű meghajtásáról egy V–59U típusú, V12 hengerelrendezésű folyadékhűtésű négyütemű dízelmotor gondoskodik, amelynek maximális teljesítménye 520 LE. A motor gázolajon kívül kerozinnal is működőképes.
A jármű fő fegyverzete a 2B8 jelzésű 240 mm-es aknavető, amely a Szovjet Hadseregben 1950-ben rendszeresített M–240 típusú vontatott aknavető kissé módosított változata.
A személyzet négy főből áll, de további öt főre van szükség az aknavető működtetéséhez. Lőtávolsága 9650 méter, de létezik egy olyan típusú lövedék, amely a lőtávolságot 20 000 méterre növeli. A fő fegyverzet mérete és a lövedék súlya miatt (a szabványos töltet 130 kg) tűzgyorsasága alacsony: percenként egy lövés leadására képes. A repesz-romboló lövedékek mellett páncéltörő, vegyi és nukleáris töltetek kilövésére is alkalmas. Lehetőség van még a „Szmelcsak” (fenegyerek) típusú lézerirányítású lövedék használatára is.

## Változatok
Az orosz hadsereg 2017-ben kapta az első modernizált típusokat. Ezeket új ágyúcsővel, hidraulikus hátrasikló rendszerrel, kommunikációs rendszerrel valamint helymeghatározó és tűzvezető rendszerekkel látták el.

## Üzemeltetők
- Oroszország – 2021-ben 40 darab állt szolgálatban, 390 darab volt raktáron. Az ukrajnai háborúban 2023 augusztus végéig igazoltan 19 darab semmisült meg.[1]
- Szíria – 24 darab aktív rendszerben a 3., 4. és a 10. páncélos hadosztályoknál és a 14. különleges műveleti légideszant-hadosztálynál.

### Korábbi üzemeltetők
- Csehszlovákia – mindössze négy járművet használtak 1985 és 1991 között
- Szovjetunió –
- Kazahsztán – legalább 3 darab állt szolgálatban a kazah fegyveres erőknél
- Líbia – néhány darab volt rendszeresítve

## Fordítás
- Ez a szócikk részben vagy egészben  a(z)   2S4 Tyulpan című angol Wikipédia-szócikk ezen változatának fordításán alapul.  Az eredeti cikk szerkesztőit annak laptörténete sorolja fel. Ez a jelzés csupán a megfogalmazás eredetét és a szerzői jogokat jelzi, nem szolgál a cikkben szereplő információk forrásmegjelöléseként.